# Papillion (Nebraska)
Papillion je grad u američkoj saveznoj državi Nebraska. Prema popisu stanovništva iz 2010. u njemu je živjelo 18,894 stanovnika.